# Asediul Aristei
Asediul Aristei (1991) (titlu original The Siege of Arista) este o colecție de povestiri editată de Bill Fawcett, a doua din seria War Years. În limba română a apărut în 1993 la Editura Nemira în Colecția Nautilus, nr. 17, în traducerea lui Constantin Dumitru-Palcus.
Cartea este dedicată de Bill Fawcett lui „David Drake, Ann McCaffrey, Kirby McCauley, Darwin Bromley, Bob Asprin și toți aceia de la care mai am încă de învățat.”

## Cuprins
Povestirile cuprinse în volum sunt despărțite de scurte interludii scrise de Bill Fawcett, care fac legătura între evenimentele relatate.
- Bill Fawcett - Marele pas înainte
- Janet Morris - Obiectiv prioritar (The Bottom Line)
- Bill Fawcett - Armele războiului
- Christopher Stasheff - Supraviețuitorul (Papa Don't 'Low)
- Bill Fawcett - Despre Hothri
- Steve Perry - Ultima Katana (Răpirea) (The Last Katana)
- Bill Fawcett - Defensiva orbitală
- William C. Dietz - Monstrul din Maldura (Brig Rats)
- Bill Fawcett - Tactica Hothrilor
- Elisabeth Moon - Teritoriu suspect (Suspect Terrain)
- Bill Fawcett - Trupele neregulate
- S.N. Lewitt - Îngerul furios (Rage of an Angel)
- Bill Fawcett - Războiul total
- Jody Lynn Nye - Labirintul (Unreality)
- Bill Fawcett - Totul sau nimic
- Robert Sheckley - Evadarea (Breakout)

## Cadrul acțiunii
La 50 de ani de la evenimentele relatate în Războiul stelelor îndepărtate, avanposturile spațiale erau suficient de puternice și prospere încât omenirea să pornească un nou val de colonizare a altor regiuni necunoscute. Printre planetele colonizate în această perioadă s-a numărat și Arista, denumită după soția descoperitorului ei, Christopher Blancmount. Solurile fertile, resursele minerale ușor de exploatat și poziția strategică între Ligă și noile colonii spațiale au făcut din Arista o planetă de mare importanță.
Noul val de expansiune spațială a adus omenirea în fața unor rase extraterestre, cu care a purtat negocieri comerciale și teritoriale prin intermediul Aristei.

### Hothrii
Hothrii sunt o specie de furnici gigantice care respiră o atmosferă îmbogățită cu metan. Ei au o inteligență de grup și comuncă telepatic, ceea ce le permite să aibă o reacție coordonată împotriva oricărui pericol, dar îi și împiedică să se lanseze în acțiuni riscante. Principalul lor atu într-o confruntare îl constituie numărul, moartea unui individ fiind puțin importantă la scara colectivității. Din punct de vedere tehnologic se află la un nivel similar omenirii și practică terraformarea planetelor pe care vor să le colonizeze. Pot locui pe planete ocupate de oameni, dar doar după modificarea concentrației de metan din atmosferă.

## Intriga
Anumite nemulțumiri de ordin comercial determină Liga să asasineze un grup de hothri prezenți pe Arista. Replica rasei hothri îi surprinde pe oameni atât prin rapiditatea ei, cât și prin magnitudine: într-un interval de timp extrem de scurt, orbita planetei se umple de nave hothri sosite prin hiperspațiu, care distrug toate dispozitivele militare spațial umane.
În războiul care urmează pentru stăpânirea acelei regiuni din spațiu, Arista deține un rol strategic crucial. Războiul este marcat de trei bătălii majore, dar toate semnele indică faptul că, încetul cu încetul, omenirea este sufocată de ofensiva hothri și va fi nevoită să renunțe la acest avanpost spațial. Micile reușite (printre care se numără și capturarea unui ou de hothri) nu reușesc să întoarcă situația războiului, care pare pierdut pentru omenire.
În ultima ofensivă împotriva Aristei, hothri ajung să înfrunte toți locuitorii Aristei, fie ei soldați sau copii. Forțați să se ascundă sub suprafața planetei, cu noi și noi nave de război sosind pe orbită și cu Liga incapabilă să furnizeze altceva decât promisiuni, singura șansă a aristanilor rămâne o lovitură de „totul sau nimic”. Conducătorul militar al defensivei planetare pornește o șarjă prin hiperspațiu, lăsând Arista lipsită de apărare, căutând planeta de origine a hothrilor. Speranța sa este ca, obligați să-și apere propriu cămin, hothrii să-și retragă armatele de lângă Arista. Navele oamenilor întâlnesc o altă armată extraterestră, a unei rase plecate într-o expediție de pedeapsă împotriva hothrilor. Alăturându-și forțele, cele două civilizații reușesc să pună capăt războiului, hothrii fiind învinși.

## Opinii critice
Cartea folosește o abordare neconvențională, în care povestiri ale diferiților autori încearcă să formeze un roman: „Christopher Stasheff și Bill Fawcett au creat un roman high-tech al viitorului, care cuprinde povestiri ale unora dintre cei mai imaginativi scriitori SF care dau ce au mai bun în literatura militară”. Mai puțin apreciat a fost finalul, pentru faptul că apelează la „clișeul «deus ex machina» în care omenirea întâlnește o rasă extraterestră care se aliază cu ea pentru a amenința planeta furnicilor”.